# Smorodsk, Dubrovîțea
Smorodsk (în ucraineană Смородськ) este un sat în comuna Udrîțk din raionul Dubrovîțea, regiunea Rivne, Ucraina.

## Demografie
Componența lingvistică a localității Smorodsk
     Ucraineană (98,99%)
     Alte limbi (1,01%)
Conform recensământului din 2001, majoritatea populației localității Smorodsk era vorbitoare de ucraineană (98,99%), existând în minoritate și vorbitori de alte limbi.